# Westworld (televisieserie)
Westworld is een Amerikaanse televisieserie die sinds 2 oktober 2016 uitgezonden wordt op de televisiezender HBO. De serie is gebaseerd op de gelijknamige film uit 1973 van Michael Crichton. Op 14 november 2016 werd bekendgemaakt dat er een tweede seizoen komt. Op 30 april 2018 werd het derde seizoen bevestigd. In april 2020 gaf HBO de goedkeuring voor een vierde seizoen, dat vanaf 27 juni 2022 werd uitgezonden.

## Verhaal
De serie speelt zich af in het fictieve Westworld, een technologisch geavanceerd western-themapark, dat volledig wordt bevolkt door androïden die "gastheer" of "gastvrouw" (Engels: "hosts") worden genoemd. Deze komen tegemoet aan de wensen van de goed betalende bezoekers die "gasten" (of ook "nieuwkomers") worden genoemd. De gasten kunnen doen wat ze willen in het park, zonder angst voor vergelding van de inwoners. Het park kent ongeveer tweeduizend verschillende inwoners, die elk hun eigen verhaallijnen spelen waar de gasten op aan kunnen sluiten.

## Rolverdeling
| Acteur               | Personage                   | Seizoen  | Seizoen  | Seizoen  | Seizoen  |
| Acteur               | Personage                   | 1        | 2        | 3        | 4        |
| -------------------- | --------------------------- | -------- | -------- | -------- | -------- |
| Evan Rachel Wood     | Dolores Abernathy           | Hoofdrol | Hoofdrol | Hoofdrol | Hoofdrol |
| Evan Rachel Wood     | Christina                   |          |          |          | Hoofdrol |
| Thandiwe Newton      | Maeve Millay                | Hoofdrol | Hoofdrol | Hoofdrol | Hoofdrol |
| Jeffrey Wright       | Bernard Lowe                | Hoofdrol | Hoofdrol | Hoofdrol | Hoofdrol |
| Jeffrey Wright       | Arnold Weber                | Hoofdrol | Hoofdrol |          |          |
| James Marsden        | Teddy Flood                 | Hoofdrol | Hoofdrol |          | Hoofdrol |
| Ingrid Bolsø Berdal  | Armistice                   | Hoofdrol | Hoofdrol |          |          |
| Luke Hemsworth       | Ashley Stubbs               | Hoofdrol | Hoofdrol | Hoofdrol | Hoofdrol |
| Sidse Babett Knudsen | Theresa Cullen              | Hoofdrol | Gast     |          |          |
| Simon Quarterman     | Lee Sizemore                | Hoofdrol | Hoofdrol | Hoofdrol |          |
| Rodrigo Santoro      | Hector Escaton / Ettore     | Hoofdrol | Hoofdrol | Gast     | Gast     |
| Angela Sarafyan      | Clementine Pennyfeather     | Hoofdrol | Hoofdrol | Hoofdrol | Hoofdrol |
| Shannon Woodward     | Elsie Hughes                | Hoofdrol | Hoofdrol |          |          |
| Ed Harris            | Man in Black / William      | Hoofdrol | Hoofdrol | Hoofdrol | Hoofdrol |
| Jimmi Simpson        | Man in Black / William      | Hoofdrol | Bijrol   | Gast     |          |
| Anthony Hopkins      | Robert Ford                 | Hoofdrol | Hoofdrol |          |          |
| Ben Barnes           | Logan Delos                 | Hoofdrol | Bijrol   |          |          |
| Clifton Collins jr.  | Lawrence González / El Lazo | Hoofdrol | Hoofdrol | Gast     |          |
| Tessa Thompson       | Charlotte Hale              | Hoofdrol | Hoofdrol | Hoofdrol |          |
| Tessa Thompson       | Dolores Abernathy           |          | Hoofdrol | Hoofdrol | Hoofdrol |
| Fares Fares          | Antoine Costa               |          | Hoofdrol |          |          |
| Louis Herthum        | Peter Abernathy             | Bijrol   | Hoofdrol |          |          |
| Talulah Riley        | Angela                      | Bijrol   | Hoofdrol |          |          |
| Gustaf Skarsgård     | Karl Strand                 |          | Hoofdrol |          |          |
| Katja Herbers        | Emily Grace                 |          | Hoofdrol | Gast     |          |
| Zahn McClarnon       | Akecheta                    |          | Hoofdrol |          | Gast     |
| Aaron Paul           | Caleb Nichols               |          |          | Hoofdrol | Hoofdrol |
| Vincent Cassel       | Engerraund Serac            |          |          | Hoofdrol |          |
| Tao Okamoto          | Hanaryo                     |          | Bijrol   | Hoofdrol |          |
| Steven Ogg           | Rebus                       | Bijrol   | Gast     |          | Gast     |
| Brian Howe           | Sheriff Pickett             | Bijrol   |          |          |          |
| Demetrius Grosse     | Deputy Foss                 | Bijrol   |          |          |          |
| Ptolemy Slocum       | Sylvester                   | Bijrol   | Bijrol   | Gast     |          |
| Leonardo Nam         | Felix Lutz                  | Bijrol   | Bijrol   | Gast     |          |
| Izabella Alvarez     | Dochter van Lawrence        | Bijrol   | Bijrol   |          |          |
| Jasmyn Rae           | Dochter van Maeve           | Bijrol   | Bijrol   |          |          |
| Oliver Bell          | Jonge Robert Ford           | Bijrol   | Gast     |          |          |
| Paul-Mikél Williams  | Charlie                     | Bijrol   | Gast     |          |          |
| Sorin Brouwers       | Wyatt                       | Bijrol   |          |          |          |
| James Landry Hébert  | Slim Miller                 | Bijrol   |          |          |          |
| Betty Gabriel        | Maling                      |          | Bijrol   |          |          |
| Peter Mullan         | James Delos                 |          | Bijrol   | Gast     |          |
| Jonathan Tucker      | Majoor Craddock             |          | Bijrol   | Bijrol   | Gast     |
| Patrick Cage         | Phil                        |          | Bijrol   |          |          |
| Martin Sensmeier     | Wanahton                    | Gast     | Bijrol   |          |          |
| Rebecca Henderson    | Goldberg                    |          | Bijrol   |          |          |
| Aaron Fili           | Roland                      |          | Bijrol   |          |          |
| Rinko Kikuchi        | Akane                       |          | Bijrol   |          |          |
| Kiki Sukezane        | Sakura                      |          | Bijrol   |          |          |
| Julia Jones          | Kohana                      |          | Bijrol   |          |          |
| Sela Ward            | Juliet Delos                |          | Bijrol   |          |          |
| John Gallagher jr.   | Liam Dempsey Jr.            |          |          | Bijrol   |          |
| Tommy Flanagan       | Martin Connells             |          |          | Bijrol   |          |
| Lena Whaite          | Ash                         |          |          | Bijrol   |          |
| Scott Mescudi        | Francis                     |          |          | Bijrol   |          |
| Marshawn Lynch       | Giggles                     |          |          | Bijrol   |          |
| Pom Klementieff      | Martel                      |          |          | Bijrol   |          |
| Russell Wong         | Brompton                    |          |          | Bijrol   |          |
| Payman Maadi         | Elliot                      |          |          | Bijrol   |          |
| Iddo Goldberg        | Sebastian                   |          |          | Bijrol   |          |
| Enrico Colantoni     | Whitman                     |          |          | Bijrol   |          |
| Ariana DeBose        | Maya                        |          |          |          | Bijrol   |
| Nozipho McLean       | Uwade Nichols               |          |          |          | Bijrol   |
| Celeste Clark        | Frankie "C" Nichols         |          |          |          | Bijrol   |
| Aurora Perrineau     | Frankie "C" Nichols         |          |          |          | Bijrol   |
| Manny Montana        | Carver                      |          |          |          | Bijrol   |
| Michael Malarkey     | Emmett                      |          |          |          | Bijrol   |
| Aaron Stanford       | Peter Myers                 |          |          |          | Bijrol   |
| Daniel Wu            | Jay                         |          |          |          | Bijrol   |
| Morningstar Angeline | Odina                       |          |          |          | Bijrol   |
| Lili Simmons         | nieuwe Clementine / Sophia  | Gast     | Gast     |          | Gast     |
| Lena Georgas         | Lori                        | Gast     | Gast     |          |          |
| Currie Graham        | Craig                       | Gast     | Gast     |          |          |
| Gina Torres          | Lauren                      | Gast     |          | Gast     |          |
| Michael Wincott      | Old Bill                    | Gast     |          |          |          |
| Eddie Rouse          | Kissy                       | Gast     |          |          |          |
| Kyle Bornheimer      | Clarence                    | Gast     |          |          |          |
| Timothy Lee DePriest | Walter                      | Gast     |          |          |          |
| Bojana Novaković     | Marti                       | Gast     |          |          |          |
| Hiroyuki Sanada      | Musashi / Sato              |          | Gast     | Gast     |          |
| Fredric Lehne        | kolonel Brigham             |          | Gast     |          | Gast     |
| Jefferson Mays       | Liam Dempsey Sr.            |          |          | Gast     |          |
| Thomas Kretschmann   | Gerald                      |          |          | Gast     |          |

## Afleveringen

### Seizoen 1 (2016):The Maze
| Nr. | #  | Titel                     | Regisseur          | Schrijver(s)                                | Datum uitzending |
| --- | -- | ------------------------- | ------------------ | ------------------------------------------- | ---------------- |
| 1 | 1  | The Original              | Jonathan Nolan     | Jonathan Nolan, Lisa Joy & Michael Crichton | 2 oktober 2016   |
| Bernard Lowe, de hoofdprogrammeur van Westworld, merkt dat een aantal van de Hosts vreemd gedrag vertonen en overlegt met Dr. Robert Ford, de directeur van het park. Nadat recent een update werd uitgevoerd op de Hosts, vertoont de sheriff van het stadje Sweetwater storingen. Kort daarna vertoont een andere Host storingen, die daardoor een aantal andere Hosts afslacht. Dit overtuigt Theresa Cullen om alle Hosts die een update kregen uit Westworld te halen. Elders martelt een van de Nieuwkomers, de Man in het Zwart, kwaadwillig een van de andere Hosts om onbekende redenen. Nadat de Man de Host heeft gescalpeerd, ontdekt hij een mysterieuze markering onder diens hoofdhuid. Dolores, een andere Host, ontdekt dat haar vader Peter zich vreemd gedraagt nadat die in het bezit kwam van een foto die werd verloren door een Nieuwkomer. Dolores gaat naar de stad om haar vriend Teddy om hulp te vragen. Op dat moment zorgt Lee Sizemore ervoor dat er een bandietenbende onder leiding van Hector Escaton het stadje aanvalt om zo alle Hosts met een update te "doden", zodat deze veilig kunnen worden verwijderd. Hector wordt gedood door een Nieuwkomer, maar ook Teddy komt om in het vuurgevecht en Dolores wordt offline gezet door Elsie Hughes. Dr. Ford besluit om Peter persoonlijk te ondervragen, die vastbesloten lijkt om Dolores te waarschuwen over de ware aard van Westworld en beweert wraak te zullen nemen op zijn scheppers. Ford wuift het vreemde gedrag weg aangezien Peter zijn vorige persoonlijkheden die bij hem zijn geprogrammeerd in het verleden opnieuw lijkt te beleven. Dolores wordt ondervraagd door het personeel van Westworld, maar vertoont geen vreemd gedrag. Ze wordt terug in Westworld geplaatst met een nieuwe vader, terwijl de defecte Hosts in een ondergronds ruim worden geplaatst. Echter, tijdens het opnieuw beleven van haar dag doodt Dolores terloops een vlieg, iets waar de androïden normaal niet toe in staat mogen zijn.                                                      |    |                           |                    |                                             |                  |
| 2 | 2  | Chestnut                  | Richard J. Lewis   | Jonathan Nolan & Lisa Joy                   | 9 oktober 2016   |
| Twee gasten, Logan en William, komen aan in het park. William is geschokt over de manier waarop Logan de Hosts behandelt. Zelf vertoont hij interesse in Dolores. De werknemers van Westworld onderzoeken het afwijkende gedrag van de Hosts, waarbij Bernard veel belangstelling lijkt te hebben voor Dolores. Dolores keert 's nachts terug naar huis, waar ze een pistool opgraaft. Ondertussen begint Maeve zich vreemd te gedragen wanneer ze visioenen krijgt uit haar vorige levens. Het personeel bemerkt haar gedrag en haar dalende populariteit bij de gasten, en er wordt besloten haar te ontmantelen. Tijdens haar reguliere onderhoud krijgt Maeve een droom over haar leven in een andere rol als alleenstaande moeder, waarin ze wordt aangevallen door indianen en door de Man in het Zwart. Plotseling wordt ze wakker en dwaalt door het controlecentrum van Westworld alvorens te worden overmeesterd door het personeel, die denken dat ze vergeten zijn Maeve in slaapstand te zetten. De Man in het Zwart vervolgt zijn jacht op een dieper level in het park. Hij ondervraagt de Host Lawrence totdat diens dochter hem een nieuwe aanwijzing geeft. Dr. Ford gaat wandelen in een afgelegen deel van Westworld en ontmoet een kind-Host. Ze wandelen samen verder tot ze een heiligdom in de woestijn bereiken. Bernard en Theresa blijken een relatie te hebben. Lee stelt zijn nieuwe verhaallijn voor, waarbij de gasten het zouden moeten opnemen tegen een horde vijandige indianen. Ford wijst de verhaallijn af, en dringt erop aan om ze te vervangen door zijn eigen verhaallijn. Hiervan toont hij een deel van een christelijk religieus monument in de woestijn aan Bernard. |    |                           |                    |                                             |                  |
| 3 | 3  | The Stray                 | Neil Marshall      | Daniel T. Thomsen & Lisa Joy                | 16 oktober 2016  |
| Nadat William zonder erg wordt neergeschoten door een Host in de stad, overtuigt hij Logan om mee op zoektocht te gaan naar een gezochte bandiet. Dolores probeert Teddy te overtuigen om mee te vertrekken uit de stad, maar hij zegt dat hij nog wat zaken moet oplossen. Ze vraagt Teddy haar te leren schieten, maar het lukt haar niet het pistool af te schieten vanwege haar programmatie. Dr. Ford past Teddy's achtergrondverhaal aan voor zijn nieuwe verhaallijn. In plaats van met Dolores naar haar hoeve te gaan, voegt hij zich bij een groep die op zoek gaat naar een zekere Wyatt, een oud-collega van hem uit het leger die op het slechte pad is geraakt en het platteland terroriseert. Ze vinden de bende van Wyatt, maar zijn zwaar in de minderheid. Teddy zegt een gast te zien vluchten en valt de bende aan, maar zijn kogels hebben geen effect. Elsie ontdekt dat de defecte Host Walter in gesprek was met de denkbeeldige figuur Arnold. Walter doodde enkel Hosts die hem in het verleden al eens hebben gedood. Ford vertelt aan Bernard dat Arnold, die ondertussen overleden is, zijn oude partner was die probeerde om de Hosts een bewustzijn te geven door interne dialogen te creëren. Bernard maakt zich zorgen over het effect van zijn gesprekken met Dolores, maar besluit niets te ondernemen omdat ze belooft te zwijgen en in haar lus te blijven. Elsie en Stubbs worden er op uitgezonden om een verldwaalde Host terug te halen. Ze vinden hem gevangen in een ravijn. Wanneer Stubbs de Host zijn hoofd probeert te recupereren, wordt de Host wakker en valt Stubbs en Elsie aan. Hij dreigt Elsie te doden, maar pleegt dan zelfmoord. Wanneer Dolores aankomt bij haar hoeve, treft ze daar een gast aan met enkele bandieten. Een van hen sleept haar in de schuur en dreigt haar te verkrachten. Ze steelt zijn pistool maar slaagt er niet in hem neer te schieten, tot ze zich de man inbeeldt als de Man in het Zwart. Dolores ontsnapt en vindt het kamp van William en Logan waar ze flauwvalt in Williams armen. |    |                           |                    |                                             |                  |
| 4 | 4  | Dissonance Theory         | Vincenzo Natali    | Ed Brubaker & Jonathan Nolan                | 23 oktober 2016  |
| Na het redden van Dolores besluit William om haar mee te nemen op hun premiejacht naar Slim Miller, ondanks protest van Logan. William en Logan weten Slim gevangen te nemen na een schietpartij, maar Logan verraadt hun gids en bevrijdt Slim nadat die hen een betere deal aanbiedt. Ondertussen volgt de Man in het Zwart de aanwijzingen van Lawrences dochter en ontdekt dat de bandida Armistice de volgende aanwijzing heeft via haar tatoeage van een slang. De Man helpt haar Hector te laten ontsnappen uit de gevangenis, waarna Armistice hem vertelt dat ze telkens een deel van de tatoeage afwerkt wanneer ze iemand heeft gedood die verantwoordelijk is voor de dood van haar familie. De laatste persoon die ze zoekt is Wyatt. Op weg naar Wyatt ontmoeten de Man en Lawrence de voor dood achtergelaten Teddy. In het controlecentrum is Theresa bezorgd over de verloren gelopen Host en zet het onderzoek naar de storingen onder de jurisdictie van de QA-afdeling. Ze heeft een ontmoeting met Ford over zijn nieuwe verhaallijn, maar hij waarschuwt haar zich niet te bemoeien met zijn plannen. In Sweetwater heeft Maeve nog steeds verontrustende visioenen over het verleden. Ze vraagt aan Hector wat hij weet over "De Schaduw". Hij zegt dat het een soort godheid is die wordt aanbeden door de indianen en mensen bezoekt na hun dood. Maeve herinnert dat ze neergeschoten werd en snijdt met Hectors mes in haar ongeschonden buik, en haalt er een kogel uit. Dit bewijst haar juiste vermoedens. |    |                           |                    |                                             |                  |
| 5 | 5  | Contrapasso               | Jonny Campbell     | Dominic Mitchell & Lisa Joy                 | 30 oktober 2016  |
| Elsie ontdekt dat de verdwaalde Host een apparaat bevatte dat informatie verstuurde naar een onbekende partij buiten het park. Op zijn reis om Wyatt te vinden, doodt de Man in het Zwart Lawrence. Met het bloed van Lawrence kan hij Teddy in leven houden. In een saloon worden ze opgewacht door Dr. Ford, die hem verzekert dat hij zijn pogingen om het doolhof te vinden niet zal verhinderen. Dolores, William en Logan gaan met Slim naar het stadje Pariah, waar ze de bendeleider El Lazo ontmoeten. Die vraagt hen een wagon met nitroglycerine te stelen van het leger. Ze stelen de explosieven met succes en geven deze aan El Lazo, die ze doorverkoopt aan voormalige leden van de Confederatie. Dolores blijft verontrustende visioenen ontvangen die erop aandringen om het doolhof te vinden. Ze realiseert zich dat El Lazo de explosieven voor zichzelf heeft gehouden en de ex-leden van de Confederatie heeft bedrogen. Nadat ze dit ontdekken, gijzelen de ex-leden Logan terwijl Dolores en William ontsnappen op een trein. Hier confronteren ze El Lazo, die onthult eigenlijk Lawrence te zijn. Ondertussen ontwaakt Maeve in het controlecentrum en zegt tegen de technicus Felix dat ze moeten praten. |    |                           |                    |                                             |                  |
| 6 | 6  | The Adversary             | Fredrick E.O. Toye | Halley Gross & Jonathan Nolan               | 6 november 2016  |
| De Man en Teddy zetten hun tocht op zoek naar Wyatt verder, maar stuiten op een buitenpost van het Unie-leger. De soldaten herkennen Teddy als medeplichtige van Wyatt tijdens de afslachting van hun eenheid. Teddy krijgt een visioen waarin hij ziet dat hij inderdaad medeplichtig was. Hij doodt de soldaten samen met de Man, waarop ze verder trekken. Lee is nog steeds radeloos nadat Dr. Ford zijn verhaallijn afwees. Hij geraakt dronken en veroorzaakt een scène in de controlekamer. Hier wordt hij voorgesteld aan Charlotte Hale, een vertegenwoordiger van de Raad van Bestuur die de operaties in het park komt observeren. Theresa vreest voor belangenvermenging en verbreekt haar relatie met Bernard. Die begint de activiteiten van Ford te onderzoeken en ontdekt dat Ford een familie Hosts achterhoudt. Elsie ontdekt dat het Theresa was die de informatie buiten het park smokkelde, en dat Arnold de Hosts van de eerste generatie van op afstand herprogrammeert. Hierop wordt ze ontvoerd door een onbekende. Ford ondervraagt het kleine jongetje waarom die zijn eigen hond doodde, waarop het jongetje zegt dat Arnold dit hem heeft ingefluisterd. Maeve weet de onderhoudstechnici Felix en Sylvester te overtuigen haar programmatie te veranderen, maar de twee ontdekken dat iemand Maeve in het geheim al heeft aangepast. Op haar vraag zetten ze haar intelligentiecijfer tot het maximale niveau. |    |                           |                    |                                             |                  |
| 7 | 7  | Trompe L'Oeil             | Fredrick E.O. Toye | Halley Gross & Jonathan Nolan               | 13 november 2016 |
| Het blijkt dat Charlotte en Theresa een complot smeden om Ford en Arnolds onderzoekteam in een slecht daglicht te stellen tegenover het bestuur, zodat Ford buitenspel kan worden gezet. Ze halen Clementine uit het park en programmeren haar zo dat ze gewelddadig en oncontroleerbaar overkomt uit de verhaallijnen die Ford heeft samengesteld. Bernard wordt verantwoordelijk gesteld om de ongeteste foutieve codering te updaten en wordt ontslagen. William en Dolores groeien dichter naar elkaar toe. Hij ontdekt dat het park niet is bedoeld om tegemoet te komen aan de verlangens van een persoon, maar om hun ware aard te onthullen. Hun trein wordt dan in een hinderlaag gelokt door de Confederatie, waardoor Lawrence, William en Dolores moeten vluchten. Ze kunnen ontkomen wanneer de Confederatie wordt overvallen door een indianenstam. William en Dolores nemen afscheid van Lawrence bij een canyon die ze in haar dromen zag. De ondertussen superintelligente Maeve ontdekt dat Clementine wordt ontmanteld door de technici. Ze besluit hierop Felix en Sylvester te dwingen haar te helpen ontsnappen uit het park. Bernard brengt Theresa naar Sector 17. In een verborgen lab vindt ze ontwerptekeningen waaruit blijkt dat Bernard een Host is. Ford verschijnt en draagt Bernard op Theresa te vermoorden. |    |                           |                    |                                             |                  |
| 8 | 8  | Trace Decay               | Stephen Williams   | Charles Yu & Lisa Joy                       | 20 november 2016 |
| Ford laat Bernard de bewijzen van de moord op Theresa verdoezelen en laat haar dood op een ongeluk lijken. Bernard herinnert zich dat hij Elsie ontvoerde vooraleer Ford zijn geheugen wist. Nu Theresa dood is, schakelt Charlotte Lee in om de gegevens uit Westworld te smokkelen. Maeve weet Felix te overtuigen om haar de mogelijkheid te geven volledige controle te verkrijgen over andere Hosts. Ze snijdt Sylvester de keel over om hem te straffen aangezien hij haar wou uitschakelen. Ze laat Felix Sylvester redden. Achteraf krijgt ze meer visioenen over haar vorige leven met haar dochter, waardoor het personeel haar komt ophalen voor diagnose. William en Dolores bereiken hun bestemming. Ook Dolores krijgt meer verontrustende visioenen en ze realiseert zich dat Arnold wil dat ze zich iets herinnert. Hierop worden ze gevangen genomen door leden van de Confederatie aangevoerd door Logan. Teddy krijgt een flashback van de Man die Dolores aanvalt en slaat hem neer en ondervraagt hem. De Man legt uit waarom hij naar Westworld kwam, waarop ze worden omsingeld door de cultleden van Wyatt. |    |                           |                    |                                             |                  |
| 9 | 9  | The Well-Tempered Clavier | Michelle MacLaren  | Dan Dietz & Katherine Lingenfelter          | 27 november 2016 |
| Maeve vertelt Bernard dat hij een Host is en weet hem te overtuigen haar terug in het park te laten gaan. Daar ontmoet ze Hector en weet hem over te halen om haar te helpen ontsnappen uit het park. Bernard gaat de confrontatie aan met Ford en dwingt hem om al zijn herinneringen te herstellen, en ontdekt dat hij gebouwd is op basis van Arnold. Logan steekt Dolores in de buik om William te laten zien dat ze niet echt is. Dolores verwondt Logan in het gezicht en gaat op de vlucht. Ze merkt dat de snede die Logan maakte plots is verdwenen. Logan maakt het weer goed met William, maar wanneer Logan 's anderendaags ontwaakt ziet hij dat William de leden van de Confederatie heeft gedood. William dwingt Logan hem te helpen zoeken naar Dolores. Teddy krijgt een flashback over hoe hij Angela doodde voordat zij hem doodt. Charlotte zoekt de Man op en probeert zijn hulp te krijgen om Ford te doen verdwijnen. Ashley onderzoekt een verdachte activiteit in het park, maar loopt in een hinderlaag van de Ghost Nation. Dolores keert terug naar de verlaten stad en krijgt een visioen waardoor ze zich realiseert dat zij Arnold doodde. Daarop ontmoet ze de Man. Bernard probeert te rebelleren tegenover Ford, maar die gebruikt een achterdeurtje in de codering van Bernard en dwingt Bernard zelfmoord te plegen. |    |                           |                    |                                             |                  |
| 10 | 10 | The Bicameral Mind        | Jonathan Nolan     | Lisa Joy & Jonathan Nolan                   | 4 december 2016  |
| De Man zet Dolores onder druk om informatie te krijgen over Wyatt en het midden van het doolhof, en onthult dat hij de oude William is. Dolores herinnert zich hoe Arnold haar de opdracht gaf om hem te doden en het park te vernietigen, en dat zij de eigenlijke Wyatt is. Dolores vecht terug tegen de Man en wordt gered door Teddy, waarop ze vluchten naar een afgelegen strand. Dolores sterft in de armen van Teddy, waarop wordt onthuld dat het een onderdeel is van Fords verhaallijn. Tijdens haar ontsnapping uit Westworld, met de hulp van Hector en Armistice, vindt Maeve het lichaam van Bernard. Ze laat Felix Bernard herstellen. Bernard waarschuwt Maeve dat haar verlangen om te ontsnappen in haar werd geprogrammeerd. Maeve gaat alleen verder, maar krijgt haar bedenkingen en verlaat de trein om uit Westworld te geraken vlak voor die vertrekt om haar dochter te vinden. In Westworld vertelt Ford aan Dolores en Bernard dat hij spijt heeft van zijn rol in de dood van Arnold en dat ook hij het verlangen kreeg om de Hosts vrij te laten. De laatste 35 jaar was hij ermee bezig om de Hosts voor te bereiden om terug te kunnen vechten. Hij geeft een speech voor de genodigden van zijn nieuwe verhaallijn, waarbij hij hun behandeling van het park bekritiseert. Dolores schiet Ford vervolgens door het hoofd. De Man ziet een leger van gereactiveerde Hosts uit de nabijgelegen bossen komen. |    |                           |                    |                                             |                  |

### Seizoen 2 (2018):The Door
| Nr. | #  | Titel                    | Regisseur           | Schrijver(s)                     | Datum uitzending |
| --- | -- | ------------------------ | ------------------- | -------------------------------- | ---------------- |
| 11 | 1  | Journey Into Night       | Richard J. Lewis    | Lisa Joy & Roberto Patino        | 22 april 2018    |
| Twee weken na het bloedbad dat werd gestart door Dolores wordt Bernard gered door een veiligheidsteam van Delos onder leiding van Karl Strand. Strand is gestuurd om de controle over Westworld te herstellen en vraagt de hulp van Bernard. Bernard herinnert zich zijn ontsnapping samen met Charlotte naar een geheime bunker. Charlotte neemt contact op met Delos en vraagt om hulp. Delos weigert totdat ze de eigendomsinformatie hebben ontvangen die Charlotte uit Westworld probeerde te smokkelen. Ze gebruiken het netwerk om Peter Abernathy te vinden, de ontmantelde host die de informatie in zich draagt. Bernard ontdekt dat hij schade heeft opgelopen tijdens de ontsnapping en een fatale storing riskeert. In het park jaagt Dolores de feestgangers op samen met Teddy en Angela. Ze zegt dat haar programmering is samengevoegd met haar vroegere personage Wyatt om iets nieuws te creëren en dat ze de ware aard van de hosts aan hen wil onthullen. Maeve is vastbesloten om haar dochter te vinden en dwingt Lee haar te helpen. Ze vinden Hector terug en verzorgen zijn verwondingen. William, de Man in het Zwart, overleeft het bloedbad en is blij dat de dood nu een echte bedreiging is in het park. Hij ontmoet de kind-host van Robert Ford, die hem vertelt dat hij uit dit nieuwe spel dat voor hem is bedoeld, moet zien te ontsnappen. In het heden reist Bernard met het veiligheidsteam door het park wanneer ze ontdekken dat de hosts de parkgrenzen overschrijden naar nieuwe gebieden. Ze vinden een plek waar honderden hosts bij elkaar lijken te zijn gekomen, maar vinden enkel hun lijken. Bernard beweert dat hij verantwoordelijk is voor hun dood. |    |                          |                     |                                  |                  |
| 12 | 2  | Reunion                  | Vincenzo Natali     | Carly Wray & Jonathan Nolan      | 29 april 2018    |
| Voor de opening van Westworld organiseert Arnold een demonstratie van de hosts om Logan te overtuigen te investeren in het park. Logans vader James Delos, is kritisch over de acties van zijn zoon totdat William hem overtuigt dat het park kan worden gebruikt om de gasten te bespioneren. James wil het park uitkopen en benoemt William als zijn opvolger. Dolores ontmoet de verbitterde Logan, die haar vertelt dat ze de mensheid hebben verdoemd. Hierna neemt William Dolores mee om een speciaal project te laten zien dat hij in het park laat bouwen. In het heden overvalt Dolores een onderhoudspost en laat Teddy zijn ware aard als host zien. Ze besluit vervolgens de leden van de Confederatie te rekruteren voor haar zaak en zegt dat ze op zoek is naar de Vallei, waar zich een wapen bevindt dat tegen de mens kan worden gebruikt. William redt Lawrence van enkele vogelvrijen en reist met hem naar Pariah om de host die momenteel El Lazo speelt te rekruteren. El Lazo geeft hem echter een bericht van Ford door, die verklaart dat William het spel alleen moet voltooien. El Lazo en zijn bende plegen vervolgens zelfmoord. Ondanks de tegenslag gaat William verder om volgens hemzelf zijn grootste fout ooit te vernietigen. |    |                          |                     |                                  |                  |
| 13 | 3  | Virtù e Fortuna          | Richard J. Lewis    | Roberto Patino & Ron Fitzgerald  | 6 mei 2018       |
| Charlotte en Bernard sporen Peter Abernathy op, maar worden ontdekt door de Confederatie waardoor ze uit elkaar worden gedreven. Bernard en Peter worden gevangen genomen. Charlotte hergroepeert bij een veiligheidsteam van Delos. Dolores, die de steun heeft verkregen van de leider van de Confederatie, ontdekt dat Peter niet goed functioneert en vraagt Bernard om het probleem te vinden. Wanneer hij hier mee bezig is, ontdekt Bernard dat Peter wordt gevolgd door een onbekende entiteit. Dolores en haar bondgenoten gaan de strijd aan met het veiligheidsteam, dat door Charlotte als afleiding wordt gebruikt om Peter te ontvoeren. Dolores offert de manschappen van de Confederatie op om de overwinning te behalen. Ze beveelt Teddy om majoor Craddock en enkele overlevenden te executeren, maar Teddy laat ze gaan. Maeve, Hector en Lee herenigen zich met Armistice, Felix en Sylvester nadat een aanval van de Ghost Nation hen dwingt om terug te keren naar het controlecentrum. Het zestal gaat terug het park in waar ze in een besneeuwd landschap terechtkomen en worden aangevallen door een samoerai. In een flashback ontvlucht Grace, een gaste uit het park dat is geïnspireerd op Brits-Indië, aangezien ook daar de hosts in opstand komen. Ze komt terecht in Westworld, waar ze wordt omsingeld door de Ghost Nation. |    |                          |                     |                                  |                  |
| 14 | 4  | The Riddle of the Sphinx | Lisa Joy            | Gina Atwater & Jonathan Nolan    | 13 mei 2018      |
| Bernard wordt door Clementine naar een grot in een afgelegen gedeelte van het park gebracht. Hij ontdekt dat Elsie binnen vastgeketend zit en daar door hem werd achtergelaten toen hij handelde in opdracht van Ford. Ze verkennen een verborgen bunker en vinden de krankzinnige host-versie van James Delos. Een reeks flashbacks onthult dat William en James hebben geprobeerd om het bewustzijn van de terminaal zieke James over te brengen op een host en zo onsterfelijkheid te bereiken. Het experiment mislukt echter herhaaldelijk en William besloot het op te schorten. Bernard herinnert zich dat Ford hem de controle-eenheid van een tweede host-mens-hybride liet ophalen, maar kan zich niet herinneren voor wie het bedoeld was. In het park keren William en Lawrence terug naar het dorp van Lawrence, waar ze ontdekken dat het is ingenomen door majoor Craddock en diens manschappen. Craddock treitert de inwoners van het dorp totdat William en Lawrence de Confederados overmeesteren en doden. Pratend via de dochter van Lawrence, waarschuwt Ford William dat één goede daad hem niet zal verlossen van al het slechte dat hij ooit heeft gedaan. William rijdt met Lawrence en twee van diens neven richting het westen, waar ze Grace ontmoeten. Grace stelt zichzelf voor als Emily, de dochter van William. |    |                          |                     |                                  |                  |
| 15 | 5  | Akane No Mai             | Craig Zobel         | Dan Dietz                        | 20 mei 2018      |
| Dolores vraagt zich af wat ze met Teddy moet doen. Ze besluit uiteindelijk dat hij een fatsoenlijk persoon is, maar zijn fatsoen maakt hem aansprakelijk, waardoor ze Teddy laat herprogrammeren tegen zijn wil in. Aan de rand van het park wordt de groep van Maeve gevangen genomen en naar een park met een Shogun-thema gevoerd, dat ontworpen is om extremer te zijn dan Westworld. Ze worden naar een stad gebracht waar ze Akane ontmoeten, een geisha die een vergelijkbare rol speelt met die van Maeve. Akane onderhandelt met een lokale shogun, maar wanneer ze diens gezant doodt, neemt de shogun wraak door ninja's en zijn leger te sturen om Sakura, de dochter van Akane, te ontvoeren en de stad te onderwerpen. Tijdens de aanval dwingt Maeve via haar gedachten een ninja om zelfmoord te plegen. Maeve, Akane en Lee infiltreren in het kamp van de shogun om Sakura te redden. Ze ontdekken dat de shogun beschadigd en onstabiel is. Sakura wordt gedood door de shogun, waarop Akane de shogun doodt. Maeve dwingt zijn samoerai zich tegen elkaar te keren. Maeve, Akane en Lee hergroeperen wanneer het leger van de shogun het kamp aanvalt. |    |                          |                     |                                  |                  |
| 16 | 6  | Phase Space              | Tarik Saleh         | Carly Wray                       | 27 mei 2018      |
| Maeve en haar groep rouwen om de dood van Sakura. Hierop vertrekken ze via ondergrondse tunnels, maar Akane en Musashi besluiten om achter te blijven. Terug in Westworld vindt Maeve haar dochter terug, maar ontdekt dat een andere host nu de rol van moeder heeft overgenomen. De Ghost Nation valt hen aan en Akecheta, het stamhoofd van de Ghost Nation, vraagt Maeve om hem te volgen aangezien ze volgens hem hetzelfde doel hebben. Charlotte en Ashley brengen Peter naar de Mesa en vragen om extractie, waarbij ze een groep huurlingen meenemen die de controle overnemen van het beveiligingsteam van Delos. Dolores en haar groep gebruiken de trein die ze hebben gevuld met explosieven om zich een weg in de Mesa te banen en Peter te zoeken. Bernard en Elsie keren afzonderlijk terug naar de Mesa en ontdekken dat de Wieg, de centrale opslagplaats met gegevens van de hosts, op een of andere manier de systemen van het park heeft gehackt. Bernard gebruikt een host-interface om zichzelf rechtstreeks in de Wieg te kunnen begeven. In deze ruimte, gemodelleerd naar de stad Sweetwater, wordt Bernard opgewacht door Ford in de saloon. |    |                          |                     |                                  |                  |
| 17 | 7  | Les Écorchés             | Nicole Kassell      | Jordan Goldberg & Ron Fitzgerald | 3 juni 2018      |
| Karl, Charlotte en Ashley ontdekken dat Bernard een host is en ondervragen hem over de aanval van Dolores op de Mesa. In een flashback vindt Bernard Ford tussen de back-upgeheugens van alle hosts in de Wieg. Ford vertelt hem dat Westworld een poging was om het bewustzijn van de mens te digitaliseren en zo onsterfelijkheid te bekomen. Ford print zichzelf in in de besturingseenheid van Bernard, die de simulatie verlaat en Dolores helpt met de overname van de Mesa. Angela doodt zichzelf om zo de Wieg te kunnen vernietigen, terwijl Dolores Peter terugvindt en zijn controle-eenheid meeneemt. In het park verbergt Maeve zich met haar dochter voor Akecheta, maar wordt gevonden door William, die denkt dat Maeve een test is gestuurd door Ford. Maeve laat zijn mannen tegen hem keren totdat manschappen van Delos die zijn gewaarschuwd door Lee arriveren en haar uitschakelen. De Ghost Nation vertrekt met haar dochter. Lee laat Maeve terugbrengen naar de Mesa, waar Dolores haar waarschuwt dat haar herinneringen aan haar dochter een manier zijn om haar te kunnen beheersen. In het heden vertelt Bernard aan Charlotte dat de controle-eenheid van Peter zich in de Vallei bevindt. |    |                          |                     |                                  |                  |
| 18 | 8  | Kiksuya                  | Uta Briesewitz      | Carly Wray & Dan Dietz           | 10 juni 2018     |
| De zwaargewonde William wordt gevonden door Akecheta en meegenomen naar het kamp van de Ghost Nation. Emily komt aan in het kamp en kan Akecheta overtuigen om haar William mee te laten nemen. Ze belooft hem dat William meer zal lijden bij haar dan bij de Ghost Nation. Maeve wordt meegenomen voor analyse door Lee, die hoopt dat ze kan worden gebruikt om de hosts te controleren. Charlotte ontdekt dat Maeve bewust toegang heeft gekregen tot het netwerk om met andere hosts te communiceren en deze te herprogrammeren. In het kamp vertelt Akecheta zijn verhaal aan de dochter van Maeve. Lang voor de opstand leefde hij een vreedzaam leven tussen de Ghost Nation totdat hij het doolhofsymbool ontdekte en onbedoeld het pad naar zelfbewustzijn insloeg. Na een ontmoeting met Logan en het ontdekken van de Vallei, besloot hij dat zijn leven niet van hem is en is van plan een uitweg te zoeken. Wanneer zijn partner Kohana wordt meegenomen door de technici en wordt ontmanteld, wijdde Akecheta zich aan het verspreiden van het doolhofsymbool als waarschuwing voor de andere hosts. Het blijkt dat Maeve tijdens haar analyse verbonden is met haar dochter en dat Akecheta met haar communiceert. De plunderingen van de Ghost Nation waren bedoeld om de andere hosts te redden en naar de Vallei te brengen. Akecheta smeekt Maeve om achter te blijven en haar missie te voltooien voordat Dolores hen allen vernietigt. |    |                          |                     |                                  |                  |
| 19 | 9  | Vanishing Point          | Stephen Williams    | Robert Patino                    | 17 juni 2018     |
| Terwijl Emily de wonden van William verzorgt, vraagt ze hem waarom haar moeder zelfmoord pleegde. Tijdens flashbacks wordt getoond hoe Juliet zelfmoord pleegde nadat ze een dossier had ingekeken waarin alle eerdere acties van William in Westworld worden beschreven. In het heden begint William langzaamaan krankzinnig te worden en schiet Emily neer onder het geloof dat ze een host is die wordt gestuurd door Ford. Hij realiseert zich te laat dat ze een mens is en overweegt zichzelf van het leven te beroven voordat hij zijn eigen arm opensnijdt. In de Mesa slagen de manschappen van Charlotte erin Maeves code te gebruiken om Clementine te herprogrammeren, waardoor ook zij andere hosts kan besturen. Bernard ontsnapt uit de Mesa met Elsie, maar Ford blijft Bernard aanzetten om Elsie te doden om te voorkomen dat ze hem in de toekomst verraadt. Bernard wist Ford uit zijn geheugen en laat Elsie achter, en gaat alleen verder naar de Vallei. Ford laat een bericht achter aan Maeve, en vertelt haar dat hij haar zal helpen ontsnappen. Dolores en Teddy zetten hun reis verder naar de Vallei, maar Teddy zegt Dolores dat hij haar acties en de manier waarop zij hem liet herprogrammeren niet kan accepteren, waarop hij zelfmoord pleegt. |    |                          |                     |                                  |                  |
| 20 | 10 | The Passenger            | Frederick E.O. Toye | Jonathan Nolan & Lisa Joy        | 24 juni 2018     |
| Maeve ontsnapt uit de Mesa en herenigt zich met haar groep. Haar groep, Bernard, Dolores, Akecheta, William en de groep van Delos komen allemaal samen in de Vallei. Dolores en Bernard zijn er als eerste en gaan de Smidse binnen, wat een meer geavanceerde versie is van de Wieg. Dolores leest enkele gastgegevens door terwijl de Smidse de "Deur" opent voor Akecheta en diens volgelingen om hun bewustzijn te uploaden in de Subliem, een digitale wereld die afgesloten is van de fysieke wereld. Bernard doodt Dolores om te voorkomen dat ze de Smidse vernietigt en vlucht samen met Elsie terug naar de Mesa. Maeve en haar groep offeren zichzelf op om de troepen van Delos tegen te houden om ervoor te zorgen dat Akecheta en Maeves dochter kunnen ontsnappen naar de Subliem. Charlotte doodt Elsie om de waarheid te verhullen, en overtuigt Bernard ervan een host-versie van Charlotte te bouwen met het bewustzijn van Dolores. Dolores doodt Charlotte en neemt haar plaats in terwijl Bernard zijn eigen herinneringen door elkaar gooit. In het heden doodt Dolores Karl en Bernard terwijl de hosts die zich in de Subliem bevinden naar een veiligere locatie worden overgebracht. Ze ontsnapt vervolgens naar het vasteland waar ze Bernard herbouwt, wetende dat hij haar plan om de mensheid te vernietigen zal bestrijden en hopende dat hun resulterende conflict het overleven van de hosts zal verzekeren. In een flashforward komt William de Smidse binnen, die verlaten is buiten Emily. Emily wil hem testen op "getrouwheid", wat betekent dat zijn bewustzijn is geïmplanteerd in het lichaam van een host.                                                     |    |                          |                     |                                  |                  |

### Seizoen 3 (2020):The New World
| Nr. | # | Titel                | Regisseur          | Schrijver(s)                   | Datum uitzending |
| --- | - | -------------------- | ------------------ | ------------------------------ | ---------------- |
| 21 | 1 | Parce Domine         | Jonathan Nolan     | Lisa Joy & Jonathan Nolan      | 15 maart 2020    |
| Drie maanden na het bloedbad in Westworld gebruikt Dolores een valse identiteit om in de buurt te komen van Liam Dempsey Jr., de zoon van de mede-oprichter van Incite en het publieke gezicht van het bedrijf. Het vlaggenschipprogramma van Incite is Rehoboam, een geavanceerde kunstmatige intelligentie waar Dolores toegang toe probeert te krijgen. Liam weet zelf weinig over Rehoboam en heeft geen toegang tot het systeem. Zijn onlangs overleden vader en diens zakenpartner waren de makers. Voordat Dolores de naam van de partner kan ontdekken, wordt haar bedrog ontdekt door Martin Connells, Liams beveiligingshoofd, wat haar blijkbaar verbijstert. Dolores doet alsof ze bewusteloos is en lokt hem in een val waardoor ze zowel de naam van de partner, Serac, te weten komt als Connells kan vervangen door een identieke host. Als ze gewond raakt in het vuurgevecht dat daarop volgt, schiet Caleb - een voormalige soldaat die als bouwvakker en kleine crimineel probeert de kost te verdienen - haar te hulp. Bernard, die voortvluchtig is omdat hij door de host-vorm van Charlotte wordt beschuldigd van het bloedbad in het park, ontwijkt enkele opportunistische premiejagers en plant een terugkeer naar Westworld. De host van Charlotte neemt de leiding over Delos. Maeve ontwaakt op een plek waar ze omringd wordt door nazi's. Het blijkt een park met een thema uit de Tweede Wereldoorlog te zijn. |   |                      |                    |                                |                  |
| 22 | 2 | The Winter Line      | Richard J. Lewis   | Matthew Pitts & Lisa Joy       | 22 maart 2020    |
| Bernard keert terug naar Westworld en ontdekt dat de host van Stubbs nog steeds functioneert. Samen vinden ze de host van Maeve, maar haar 'parel' blijkt vermist en bevindt zich niet meer in het park. Bernard verifieert door middel van het systeem dat Dolores niet met zijn code heeft geknoeid en ontdekt ook dat ze verschillende gasten van het park heeft onderzocht, waaronder Liam. Hij herprogrammeert Stubbs om hem te helpen beschermen wanneer ze terugkeren naar het vasteland. Met de hulp van Hector ontwijkt Maeve haar gevangenneming in Warworld en ze gaan aan boord van een vliegtuig. Daar beseft Maeve dat ze zich slechts in een verhaallijn bevindt. Ze pleegt zelfmoord om zo wakker te worden in de afdeling Operations, waar Lee nog blijkt te leven en vastbesloten is om haar te helpen om bij de Smidse te komen. "Operations" is echter in feite een geavanceerde virtual reality-simulatie. Nadat ze de beperkingen van de simulatie weet vast te stellen, weet Maeve haar parel te stelen van de echte locatie, maar bewakers komen tussenbeide. Ze wordt wakker in een hostlichaam in de echte wereld en ontmoet Serac, die in eerste instantie dacht dat zij de belangrijkste bedreiging voor zijn systeem was. Hij wil haar hulp om Dolores te stoppen. |   |                      |                    |                                |                  |
| 23 | 3 | The Absence of Field | Amanda Marsalis    | Denise Thé                     | 29 maart 2020    |
| De host van Charlotte worstelt met haar huidige identiteit. Ze komt erachter dat Serac, die de rijkste man op aarde blijkt te zijn, heeft geprobeerd om Delos over te nemen via een mol binnen het bedrijf. Die mol was de inmiddels overleden mens Charlotte. Ze had hem beloofd om de gegevens van de parkgasten te bezorgen. Dolores heeft die gegevens echter vergrendeld achter een coderingssleutel. Caleb helpt Dolores te vluchten, maar wordt daardoor een doelwit van het Rico-systeem. Dolores arriveert op tijd om hem te redden en laat hem zien dat Rehoboam een voorspellende artificiële intelligentie is, die wordt gebruikt om de toekomst van de mensheid vorm te geven via controle over het leven van elk individu, inclusief dat van hemzelf. Caleb ontdekt dat Rehoboam zijn kansen beperkt omdat het voorspelt dat hij binnen een aantal jaar zelfmoord zal plegen. Hij steunt Dolores en haar plan om een revolutie te leiden tegen Serac en Rehoboam. |   |                      |                    |                                |                  |
| 24 | 4 | The Mother of Exiles | Paul Cameron       | Jordan Goldberg & Lisa Joy     | 5 april 2020     |
| Charlotte helpt William zich voor te bereiden op een bestuursvergadering om te voorkomen dat Serac Delos uitkoopt, maar hij krijgt steeds visioenen over zijn dochter Emily. Serac krijgt de hulp van Maeve door haar aan te bieden haar opnieuw in contact te brengen met haar dochter in het Sublieme. Maeve volgt de aanwijzingen van Serac en volgt de bewegingen van Dolores na aankomst op het vasteland bij de Yakuza-baas Sato, en ontdekt dat hij er hetzelfde uitziet als de Shōgunworld-host Musashi. Bernard en Stubbs, die denken dat Liam een host is die door Dolores werd verwisseld, proberen hem te ontvoeren van een liefdadigheidsevenement. Dolores en Caleb weten hen te stoppen. Terwijl Dolores tijdens het gemaskerd bal Stubbs afhoudt en Caleb Liam achtervolgt, realiseert Bernard zich dat Connells de verwisselde host is. William, Bernard en Maeve beseffen dat Dolores kopieën van zichzelf heeft gemaakt voordat ze Westworld verliet en zichzelf in de hosts van Charlotte, Connells en Sato plaatste om te vechten tegen Serac. Sato verwondt Maeve en laat haar voor dood achter. Charlotte onthuld dat ze in werkelijkheid Dolores is en laat William opnemen in een psychiatrische inrichting. Caleb en Dolores zetten Liam voor het blok nadat ze zijn fortuin hebben gestolen. |   |                      |                    |                                |                  |
| 25 | 5 | Genre                | Anna Foerster      | Karrie Crouse & Jonathan Nolan | 12 april 2020    |
| Serac vertelt over de schepping van Rehoboam, die hij van plan was te gebruiken om te voorkomen dat de mensheid zichzelf zou vernietigen. Rehoboam identificeert personen die als "hoog risico" worden beschouwd, waaronder Serac's broer Jean-Mi, die allemaal de wereld zouden kunnen vernietigen als ze onder controle worden gehouden. Serac sluit deze personen op om te voorkomen dat Rehoboam's voorspelling uitkomt. Ondertussen ontsnappen Dolores en Caleb met Liam terwijl ze worden achtervolgd door Serac's agenten en voegen zich bij Ash en Giggles. Ze overtuigen Liam om zijn privésleutel te geven om Serac's mannen te kunnen ontwijken, waardoor Connells en Bernard ook toegang krijgen tot Rehoboam. Connells stuurt Dolores bestanden op over Serac van Rehoboam voordat hij elk individu op de planeet de gegevens en de verwachte uitkomst stuurt die Rehoboam over hen heeft, waardoor de wereld afdaalt in chaos. Stubbs arriveert om Bernard te bevrijden en Connells instrueert hen om Serac's faciliteit te vinden waar hij de risicovolle personen vasthoudt. Connells offert zich vervolgens op en doodt een aantal van Serac's agenten in een gewelddadige explosie. Wanneer Dolores meldt dat Liam niet langer nodig is, vermoordt Ash hem voor wat ze heeft ontdekt over haar geplande toekomst, maar onthult dat er meer over Caleb wordt voorspeld dan hij zelf weet, terwijl Liam Caleb iets toemompelt over zijn verleden en vervolgens sterft. |   |                      |                    |                                |                  |
| 26 | 6 | Decoherence          | Jennifer Getzinger | Suzanne Wrubel & Lisa Joy      | 19 april 2020    |
| Maeve wordt door Serac terug in de Warworld-simulatie geplaatst, terwijl hij van plan is om een ander Maeve-lichaam voor haar te bouwen. Als ze herenigd wordt met Hector en Lee, ontdekken ze dat Dolores' kopie die in Connells werd geplant, zich ook in de simulatie bevindt. Maeve ondervraagt haar over haar plannen voor de toekomst. Dolores erkent echter de ware bedoelingen van Maeve om bondgenoten te zoeken. In de echte wereld probeert Charlotte te voorkomen dat Serac Delos overneemt. Ze vergiftigt de overige bestuursleden en steel de host-gegevens van de servers van Delos, die Serac wou vernietigen om Dolores te kunnen vinden. Tijdens haar ontsnapping van Serac vernietigt ze de kern van Hector en steelt ze de kern van Dolores. Charlotte probeert Jake en Nathan, haar ex-man en haar zoon, te redden maar ze worden gedood bij een auto-explosie opgezet door Serac, waardoor Charlotte alleen verkoold achterblijft. Maeve wordt wakker in een nieuw host-lichaam, terwijl er nog twee andere onbekende host-lichamen worden gefabriceerd. Bernard en Stubbs vinden William in de psychiatrische inrichting waar hij in therapie is en in gedachten vecht tegen vier verschillende versies van zichzelf. Terwijl hij alle vier de versies "doodt", verklaart hij dat zich hij nu bewust is van zijn ware doel. Bernard, Stubbs en William ontvluchen de inrichting, die vrijwel verlaten bleek te zijn nadat Dolores de Rehoboam-profielen had gelekt. |   |                      |                    |                                |                  |
| 27 | 7 | Passed Pawn          | Helen Schaver      | Gina Atwater                   | 26 april 2020    |
| Charlotte belt Musashi om hem te waarschuwen dat Dolores haar kopieën laat sterven. Maeve's pas opnieuw gefabriceerde bondgenoten, Hanaryo en Clementine, arriveren en doden hem. Dolores en Caleb komen aan in het heropvoedingscentrum van Serac in Mexico, waar Solomon, een door Jean-Mi eerder ontwikkelde artificiële intelligentie, wordt opgesloten. Caleb ontdekt dat hij een van de "uitbijters" van Serac is en een van de weinigen die met succes werd gerehabiliteerd: hij en zijn ex-collega Francis werden agenten om andere uitbijters binnen te leveren, waarbij ze een pil gebruikten om hun herinneringen te bedwingen. Caleb leert ook dat hij degene was, gemanipuleerd door Rehoboam, die Francis vermoordde. Maeve arriveert bij de faciliteit om tegen Dolores te vechten, en Dolores smeekt Solomon om Jean-Mi's plan voor de wereld vast te stellen in plaats van dat van Serac. Terwijl Maeve en Dolores vechten, vraagt Caleb aan Solomon om een strategie te bedenken waarmee hij Serac kan doden. Even nadat Solomon Caleb de strategie heeft gegeven, wil Maeve Dolores doden. Dolores zet echter een elektromagnetische puls in werking, waardoor zowel zijzelf, Maeve en Solomon worden uitgeschakeld. Bernard ontdekt Caleb's speciale status en waarschuwt Stubbs dat het plan van Dolores de mensheid zal vernietigen door de hand van Caleb. Terwijl ze vertrekken, kondigt William zijn plannen aan om de wereld te ontdoen van de overgebleven hosts. |   |                      |                    |                                |                  |
| 28 | 8 | Crisis Theory        | Jennifer Getzinger | Denise Thé & Jonathan Nolan    | 3 mei 2020       |
| Caleb neemt de controlemodule van Dolores mee naar een nieuw host-lichaam in Los Angeles, en de twee banen zich een weg door de rellen naar het gebouw van Incite om de controlemodule van Solomon in Rehoboam te planten. Charlotte stuurt een bericht naar Dolores dat ze haar zal tegenwerken als wraak voor de dood van Charlotte's familie. Maeve vecht tegen Dolores om de encryptiesleutel voor Serac op te halen, waarop Dolores' lichaam wordt uitgeschakeld. Maeve neemt haar mee naar Serac, waar ze verbonden wordt met Rehoboam. Serac laat haar herinneringen wissen wanneer ze weigert Serac de hostgegevens te geven. Dolores' herinneringen worden één voor één gewist en op haar laatste momenten inspireert ze Maeve om zich tegen Serac te keren. Maeve gaat verder met het doden van Serac's mannen en verwondt Serac in het daaropvolgende vuurgevecht. Rehoboam wordt uitgeschakeld door Caleb, die nu de volledige controle heeft, en hij en Maeve verlaten Incite. Bernard overleeft het gevecht met William, maar Stubbs wordt neergeschoten. Bernard krijgt een adres en een pakket van de Lawrence-host, die ook werd gerekruteerd door Dolores. Het adres leidt Bernard naar het huis van Arnold's weduwe waar de twee praten over Charlie's dood. Hij realiseert zich dat Dolores hem de sleutel tot het Sublieme heeft gegeven omdat Rehoboam de ineenstorting van de samenleving vertraagde, en niet probeerde om deze te voorkomen. Hij gaat het Sublieme binnen om antwoorden te vinden. William reist naar het hoofdkantoor van Delos in Dubai, waar hij schijnbaar wordt vermoord door een host-replica van zichzelf met de hulp van Charlotte. Hierna starten honderden machines die hosts fabriceren op. Enige tijd later keert de met stof bedekte Bernard terug uit het Sublieme in zijn lichaam. |   |                      |                    |                                |                  |

### Seizoen 4 (2022):The Choice
| Nr. | # | Titel             | Regisseur              | Schrijver(s)                     | Datum uitzending |
| --- | - | ----------------- | ---------------------- | -------------------------------- | ---------------- |
| 29 | 1 | The Auguries      | Richard J. Lewis       | Lisa Joy & Will Soodik           | 26 juni 2022     |
| Zeven jaar na de vernietiging van Rehoboam manipuleert een hostkopie van William de eigenaar van de Hooverdam, die nu een grote serverfarm herbergt die gegevens bevat van acht jaar geleden die William wil hebben. Hij zegt deze gegevens gratis aan hem te geven voordat de eigenaar zelfmoord pleegt. In New York werkt Christina, een vrouw die op Dolores lijkt, als schrijfster bij het bedrijf Olympiad Entertainment en maakt ze verhalen voor de niet-spelerpersonages in videogames. Ze wordt herhaaldelijk gebeld door een man genaamd Peter, die beweert dat ze zijn leven beheerst en dit bewijst door voor haar ogen naar zijn dood te springen. Christina wordt later in het geheim bespioneerd door iemand die op Teddy lijkt. Maeve, die in een afgelegen gebied woont, wordt opgespoord door hosts die ze vermoordt en ontdekt dat ze zijn gestuurd door de host William. Ze rijdt naar Californië om te voorkomen dat een andere host Caleb en zijn gezin vermoordt. Caleb gaat met Maeve mee om het volgende doelwit van de hosts te beschermen. |   |                   |                        |                                  |                  |
| 30 | 2 | Well Enough Alone | Craig William Macneill | Matthew Pitts & Christina Ham    | 3 juli 2022      |
| De kopie van Dolores in het lichaam van Charlotte blijkt grote Amerikaanse regeringsfunctionarissen te vervangen door hosts, waarbij de host William optreedt als haar handhaver. Ze houdt de menselijke William levend in cryogene toestand. Maeve en Caleb ontmoeten de host-kopieën van de Californische senator Ken Whitney en zijn vrouw Anastasia, en gebruiken de geheugenlogboeken van de senator om meer te weten te komen over Charlotte's betrokkenheid. Ze vinden de echte Anastasia in de paardenstallen. Anastiasia gedraagt zich grillig en Maeve is gedwongen haar te doden wanneer ze hen aanvalt. Maeve en Caleb volgen cryptische aanwijzingen die Anastasia hen gaf voordat ze stierf, en begeven zich per trein op weg naar het nieuwe park van Delos, met als thema de Roaring twenties. Christina ontdekt in de dossiers dat een van haar oude verhalen overeenkomt met wat er met Peter is gebeurd. Ze bezoekt een psychiatrisch ziekenhuis in New Jersey waaraan Peter naar verluidt heeft gedoneerd, maar vindt het verlaten terug. De instelling is bezaaid met tekeningen van een opvallende toren. |   |                   |                        |                                  |                  |
| 31 | 3 | Années Folles     | Hanelle M. Culpepper   | Kevin Lau & Suzanne Wrubel       | 10 juli 2022     |
| Bernard ontmoet Akecheta in het Sublieme, die hem meedeelt dat op één na alle mogelijke versies van de toekomst zullen leiden tot de vernietiging van de wereld. Vele jaren later ontwaakt Bernard in de echte wereld en sluit zich aan bij Stubbs bij het uitvoeren van de zogenaamd juiste stappen om het voortbestaan van de mensheid te verzekeren, te beginnen door een menselijke rebellengroep te helpen een wapen te vinden dat begraven ligt in de woestijn. Calebs vrouw Uwade redt hun dochter Frankie van een vijandige hostkopie van hun lijfwacht. Maeve en Caleb ontdekken dat het Temperance-park veel lijkt op de gebeurtenissen in Westworld, inclusief een verhaallijn die is gebaseerd op de opstand van de hosts. Ze ontdekken dat Charlottes ondergrondse laboratorium een zwerm vliegen huisvest, evenals menselijke gevangenen die gedwongen worden zelfmoord te plegen door een apparaat dat een geluidspatroon uitzendt. Maeve wordt aangevallen door de host van William. Caleb ontdekt dat Frankie een van de proefpersonen is, maar ze blijkt een hostkopie te zijn, die een zwerm vliegen loslaat op Caleb. |   |                   |                        |                                  |                  |
| 32 | 4 | Generation Loss   | Paul Cameron           | Kevin Lau & Suzanne Wrubel       | 17 juli 2022     |
| Christina's kamergenote Maya regelt een date voor haar met Teddy. Charlotte legt Caleb uit dat ze het Temperance-park gebruikt om mensen te infecteren met een parasiet waarmee ze door geluid kunnen worden gecontroleerd. Maeve en Caleb ontvoeren Charlotte. Terwijl ze het park ontvluchten, vertelt Maeve aan Caleb dat Maeve, nadat hij gewond was geraakt tijdens hun missie om het laatste exemplaar van Rehoboam te vernietigen, hem onder de hoede van Uwade had achtergelaten – destijds een verpleegster – en alleen probeerde om op afstand contact met hem op te nemen, waardoor Charlotte hen jaren later kon vinden. Ze schuilen in een nabijgelegen parkuitbreidingsgebied, waar Caleb om hulp roept. Host William arriveert en verwondt Maeve dodelijk, maar ze veroorzaakt explosieven die hen beiden doden en Caleb bewusteloos maken. Wanneer Caleb ontwaakt, onthult Charlotte dat hij een host is die de momenten die 23 jaar geleden tot zijn dood leidden opnieuw heeft beleefd. Caleb ontdekt dat hij zich in New York bevindt, waarvan de hele bevolking sindsdien onder de controle van Charlotte is gevallen. Bernard en de volwassen Frankie (die deel uitmaakt van de rebellengroep) graven Maeve's lichaam op op de plaats van de explosie in de woestijn. |   |                   |                        |                                  |                  |
| 33 | 5 | Zhuangzi          | Craig William Macneill | Wes Humphrey & Lisa Joy          | 24 juli 2022     |
| Charlotte merkt dat verschillende hosts die ze heeft toegewezen om "zwervers" te elimineren - mensen die uit haar conditionering zijn gebroken - zelfmoord plegen kort na hun contact met de mensen. Ze beveelt de host William om de laatste zwerver, Lindsay, te doden, maar ze zorgt er onbewust voor dat hij empathie ontwikkelt en aarzelt om Lindsay te vermoorden, voordat ze wordt gered door het menselijk verzet (dat is samengesteld uit ontsnapte zwervers). De menselijke William haalt zijn gast-tegenhanger over om zijn realiteit in twijfel te trekken. Teddy vertelt Christina dat ze de levens van alle inwoners van New York bepaalt, en ze ontdekt dat ze het gedrag van mensen rechtstreeks kan beïnvloeden. Ze gebruikt dit vermogen om een afleiding te creëren waardoor ze de vragen van Charlotte kan ontwijken, van wie ze denkt dat het een oude studievriendin is. Als ze weer aan het werk gaat, merkt ze dat ze op dezelfde manier de controle heeft over haar baas, en komt ze een hoofdcontrolekamer binnen die onthult dat ze de verhalen van elke persoon in de stad heeft geschreven. Ze vraagt Teddy wie haar in deze situatie heeft gebracht. Teddy vertelt haar dat zijzelf het was. |   |                   |                        |                                  |                  |
| 34 | 6 | Fidelity          | Andrew Seklir          | Jordan Goldberg & Alli Rock      | 31 juli 2022     |
| Charlotte ondervraagt de nieuwste hostkopie van Caleb om te begrijpen waarom hij de eerste menselijke zwerver was. Ze vertelt hem dat Frankie nog leeft en dat hij nog enkele uren heeft voordat zijn hostlichaam het zal laten afweten. Caleb vindt een uitweg uit zijn cel en ontdekt de lijken van eerdere hostkopieën van hem die stierven terwijl hij probeerde te ontsnappen. Hij bereikt een antenne en stuurt een boodschap naar Frankie voordat hij instort. Charlotte onthult dat ze zijn ontsnapping heeft bewerkstelligd, maar is teleurgesteld dat zijn bericht aan Frankie niets onthulde over hoe de zwervers de hosts zouden infecteren. Caleb beweert dat de suïcidale hosts alleen maar proberen te ontsnappen aan Charlotte's controle. Charlotte vermoordt en vervangt de Caleb-host. Bernard en Frankie repareren Maeve's lichaam terwijl ze haar data overzetten naar een nieuwere host-controlemodule. Bernard waarschuwt Frankie dat een van haar teamleden is vervangen door een host. Frankie ontdekt dat het haar teamleider Jay is, die haar aanvalt. Terwijl ze Calebs boodschap op de radio hoort, komt Maeve tussenbeide en vermoordt host-versie van Jay. |   |                   |                        |                                  |                  |
| 35 | 7 | Metanoia          | Meera Menon            | Desa Larkin-Boutte & Denise Thé  | 7 augustus 2022  |
| Bernard en Maeve reizen naar de Hooverdam om de deur naar het Sublieme te openen, die Charlotte heeft bewaard in de datakluis van de dam. Christina gaat met Teddy naar Olympiad Entertainment en laat haar medewerkers het pand vernietigen en alle verhalen wissen die de mensen beheersen. Stubbs en Frankie gebruiken de afleiding om Caleb te redden. Charlotte bereidt zich voor om de bewoning van menselijke steden door de hosts te beëindigen, zodat ze hun menselijke lichaam kunnen transcenderen. William overtuigt zijn host zelf dat mensen een fundamenteel destructieve soort zijn. De William-host realiseert zijn ware doel en doodt de menselijke William. Bernard en Maeve gaan de toren binnen. Maeve vecht tegen Charlotte terwijl Bernard de controlekamer betreedt. William vermoordt Charlotte, Maeve en Bernard en programmeert de toren om de mensen tegen elkaar op te zetten voordat de toren zichzelf vernietigt. Christina is niet in staat om de chaos te stoppen en realiseert zich dat de mensen haar niet kunnen zien. Teddy legt uit dat hoewel de wereld echt is, ze er zelf niet fysiek aanwezig is. |   |                   |                        |                                  |                  |
| 36 | 8 | Que Sera, Sera    | Richard J. Lewis       | Alison Schapker & Jonathan Nolan | 14 augustus 2022 |
| In de nasleep van de acties van de William-host worden mensen en hosts weggevaagd. Caleb, Frankie en Stubbs ontwijken het geweld onder de mensen en stoppen bij een apotheek om Frankie's verwondingen te verzorgen, maar Clementine verschijnt en doodt Stubbs voordat ze wordt overmeesterd en gedood door Caleb en Frankie. De twee bereiken de boot waarmee ze kunnen vluchten. Caleb, wiens hostlichaam op het punt staat te falen, neemt afscheid van zijn dochter. Charlotte wordt nieuw leven ingeblazen door drone-hosts en vindt opgenomen instructies die Bernard voor zijn dood voor haar heeft achtergelaten. Ze haalt de originele besturingseenheid van Dolores terug, die een simulatie bevat van de wereld die wordt bewoond door Christina (die Teddy, Maya en anderen heeft gemaakt om zichzelf te helpen bewustzijn te krijgen). Charlotte volgt William dan naar de Hooverdam en weerhoudt hem ervan het Sublieme te deactiveren (met behulp van een pistool dat door Bernard werd verstopt), voordat ze zijn controle-eenheid verwijdert en vernietigt. Vervolgens uploadt ze de controle-eenheid van Dolores naar het Sublieme voordat ze haar eigen eenheid vernietigt. Dolores ontwaakt in het Sublieme en besluit om te proberen het levende leven nog een kans te geven om uitsterven te voorkomen, zich realiserend dat noch mensen noch hosts kunnen overleven in de echte wereld. Ze begint met het herscheppen van het originele Westworld-park in het Sublieme. |   |                   |                        |                                  |                  |